# مورغان جونز (ممثل)
مورغان جونز (بالإنجليزية: Morgan Jones)‏ هو ممثل أمريكي، ولد في 1879 في دنفر في الولايات المتحدة، وتوفي في 21 سبتمبر 1951 في نيويورك في الولايات المتحدة.

## أعمال

### أفلام
- (1903) سرقة القطار الكبرى

## وصلات خارجية
- مورغان جونز على موقع IMDb (الإنجليزية)
- مورغان جونز على موقع قاعدة بيانات الفيلم (الإنجليزية)